# Nils Bosson (Grip)
Nils Bosson (Grip), född tidigt 1460-tal, död 14 februari 1522 på Täppa gård i Sävsta, var en svensk riddare, lagman och riksråd. Han var son till Bo Nilsson (Grip) och Beata Karlsdotter (Vasa).

## Biografi
Nils Bosson förekommer första gången i historiska källor 1478 och var 1488 riksråd. Han dubbades sannolikt till riddare vid kung Hans kröning i Stockholm 26 november 1497. Blev vid ungefär samma tid, senast 1499, lagman i Östergötlands lagsaga och hövitsman på Borgholms slott omkring 1501. Lagmansposten innehade han ännu 1521 men förlorade Borgholm omkring 1507–1508. Han fick i stället 1509 Torshälla stad som förläning och utsågs 1512 till häradshövding i Tjust.
Nils Bosson deltog aktivt i unionsstriderna under 1500-talets två första årtionden. Han var i kung Hans tjänst 1501–1508, men sände sistnämnda år ett uppsägelsebrev till kungen och gick i över till Svante Nilsson. Efter Svante Nilssons död motsatte sig Nils Bosson valet av Sten Svantesson till riksföreståndare och allierade sig med andra oppositionella. Inom riksrådet dominerande Trollepartiet gjorde 1511-1512 ett beslut att välja Nils till guvernörsposten i Viborg och Olovsborg. Men Gunilla Bese, änkeguvernörska i Viborg fästning, förhindrade Nils Boosson att komma inne i Viborg. Det var flera månader i 1512 då den frustrerade Nils väntade utom fästningsdörrar och murer, tills Nils seglade tillbaka till Sverige. Fru Gunilla och Sten Sture d. y. utnämnde Gunillas måg Antonius Eriksson som ny guvernör. Nils fängslades 1517 tillsammans med Gustav Trolle, Erik Trolle och Peder Turesson (Bielke). Efter att Kristian II anlänt till Stockholm 1520 uppträdde Nils Bosson åter som riksråd. Han beskyllde inför kungen Erik Ryning för att ha legat bakom tillfångatagandet 1517.
Det råder sedan 1500-talet delade meningar, om vad som därefter hände med Nils Bosson. Någorlunda överens är man om att han blev mördad 14 februari 1522 i Västra Vingåker. Enligt den mest sannolika versionen, bland annat framförd av hans svärson Holger Karlsson (Gera), var det Gustav Vasa som beordrade mordet. Enligt en annan var det en länsman, Lars i Vannala, som låg bakom mordet. En tredje version är att det var Nils Bossons egna landbor som slog ihjäl honom på grund av någon konflikt mellan honom och dem.

## Familj
Nils Bosson gifte sig 17 juli 1491 på Fållnäs med Anna Arvidsdotter, dotter till Arvid Birgersson Trolle och Beata Ivarsdotter (Tott).
Barn
- Beata Nilsdotter (Grip) (död 1547) gift 1514 med Holger Karlsson (Gera)
- Kerstin Nilsdotter (Grip) (död 1538) gift 1527 med Göran Eriksson (Gyllenstierna)
- Birger Nilsson Grip (död 1565) gift 1533 med Birgitta Brahe
- Ingeborg Nilsdotter (Grip) (död troligen 1533) gift med Åke Johansson (Natt och Dag)
- Peder Nilsson Grip (1507-1533) gift med Görvel Fadersdotter (Sparre)
- Birgitta (Brita) Nilsdotter (Grip) (död 1549) gift 1536 med Björn Pedersson (Bååt)
- Marina Nilsdotter (Grip) (död efter 1562) gift med Karl Eriksson (Gyllenstierna)
- Anna Nilsdotter (Grip)
- Karin Nilsdotter (Grip)
- Yrian Nilsson (Grip)